# トゥブアイ島

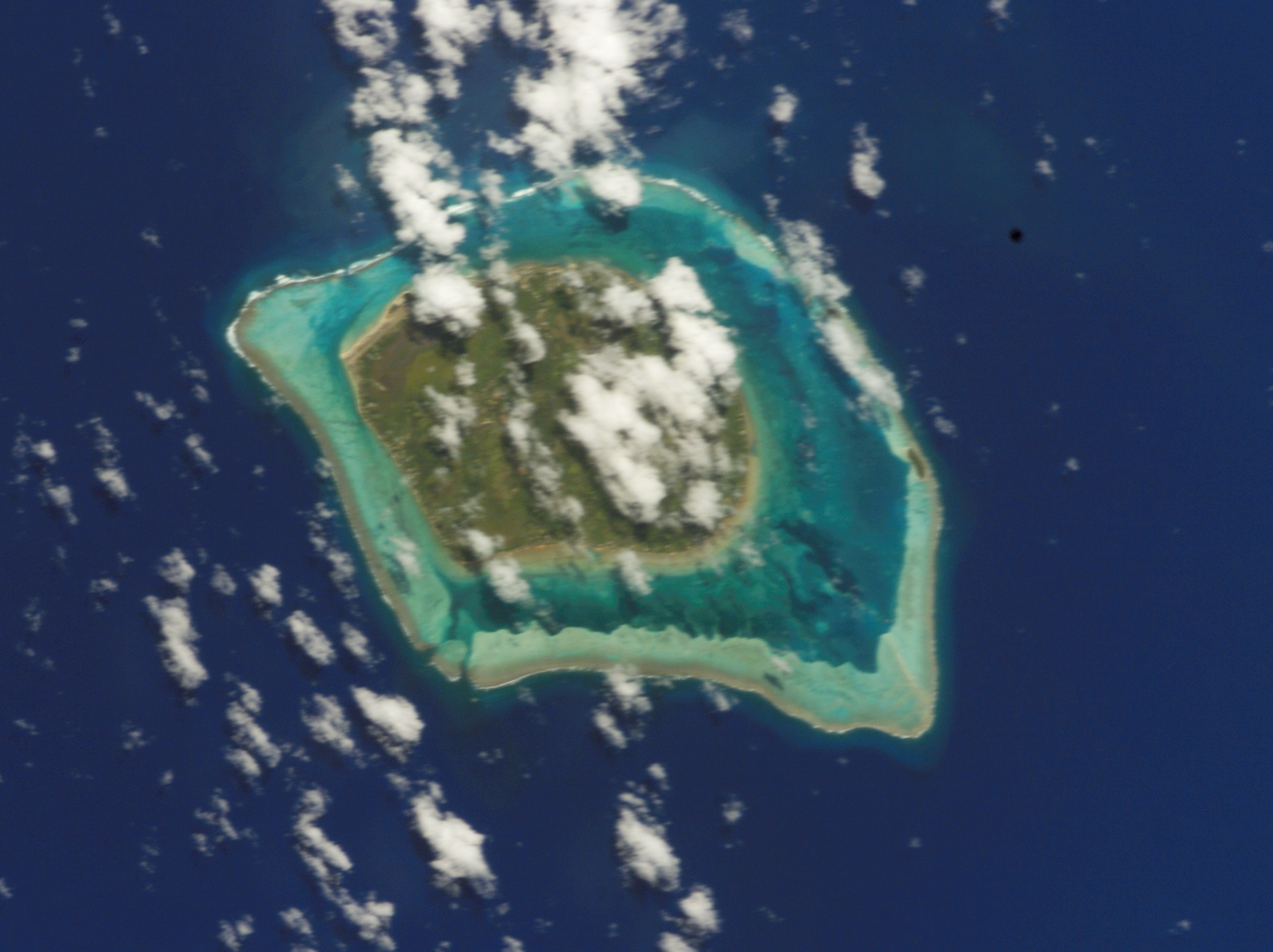
上空から見たトゥブアイ島

トゥブアイ島（Tubuai）は、フランス領ポリネシアに属する島。オーストラル諸島に属し、同諸島の主島である。同島を中心としたオーストラル諸島北西部の諸島はトゥブアイ諸島と呼ばれる。人口2,171人（2002年）、面積45km2。フランス領ポリネシア最南部に位置するために気温が低く、他島では育ちにくいジャガイモやリーキなどの野菜や生花などの生産が盛んであり、農業が主産業となっている。
トゥブアイ島は、1777年にジェームズ・クックによって西洋人に発見されたのち、1789年にはバウンティ号の反乱の反乱者たちが数か月ここで暮らしたものの、やがてタヒチ島へと向かった。